# Voriella inconspicua
Voriella inconspicua là một loài ruồi trong họ Tachinidae.